# Ramanita-(Cs)
La ramanita-(Cs) és un mineral de la classe dels borats. Rep el seu nom de Sir Chandrasekhara Venkata Raman (1888-1970), qui va donar origen a l'espectroscòpia Raman.

## Característiques
La ramanita-(Cs) és un borat de fórmula química Cs[B₅O₆(OH)₄]·2H₂O. Va ser aprovada com a espècie vàlida per l'Associació Mineralògica Internacional l'any 2007. Cristal·litza en el sistema monoclínic.
Segons la classificació de Nickel-Strunz, la ramanita-(Cs) pertany a «06.EA - Nesopentaborats» juntament amb els següents minerals: sborgita, leucostaurita, santita, ramanita-(Rb), amonioborita i ulexita.

## Formació i jaciments
Va ser descoberta a San Piero in Campo, Campo nell'Elba (Itàlia). També ha estat descrita a les pegmatites de Rangkul (Gorno-Badakhxan, Tadjikistan) i a les pegmatites de Muiâne (Zambézia, Moçambic).